# Хундадзе, Мамука Томазиевич
Мамука Томазиевич Хундадзе (груз. მამუკა ხუნდაძე; 12/18 июля 1966, Кутаиси) — советский и грузинский футболист, футбольный тренер.

## Биография
Воспитанник ДЮСШ «Юный торпедовец» (г. Кутаиси), первый тренер О. Кобалия. С 1984 года находился в составе «Торпедо» (Кутаиси), за который в том же году сыграл свой первый матч в Кубке СССР, однако в чемпионате страны первое время не играл. Дебютировал в высшей лиге СССР в 1986 году в матче 12-го тура против московского «Спартака», в котором вышел на замену на 63-й минуте вместо Нодара Челидзе. Всего в том сезоне сыграл в высшей лиге 12 матчей, но по итогам сезона вылетел с командой в первую лигу. В следующем сезоне в первой лиге провёл за «Торпедо» 16 матчей, но затем взял перерыв в футбольной карьере.
Вернулся в футбол в 1990 году, став игроком клуба «Самгурали», за который сыграл 23 матча и забил 2 гола в первом розыгрыше чемпионата Грузии. В 1991 году вернулся в «Торпедо», где выступал до 1993 года. Сезон 1993/94 отыграл за клуб «Маргвети», после чего провёл ещё два сезона в «Торпедо».
В 1996 году Хундадзе перешёл в клуб первого дивизиона России «Динамо» (Ставрополь). В команде провёл полтора года и сыграл за неё 49 матчей, в которых забил 12 голов. По ходу сезона 1997 стал игроком петербургского «Локомотива». В составе «Локомотива» провёл 70 матчей и забил 6 голов в первом дивизионе России. Покинул клуб в 1999 году.
После ухода из «Локомотива» вернулся в грузинский «Самгурали». Сезон 2000/01 провёл в азербайджанском «Кяпазе», а затем ещё один сезон в «Самгурали». Завершил карьеру в 2002 году.
После окончания игровой карьеры работает тренером. В 2011 году возглавил клуб «Чхеримела», у руля которого оставался около одного года. В 2015 году стал главным тренером команды «Одиши-2». Летом того же года перешёл в «Саповнелу».